# کالیبر ۳۰۰ وینچستر مگنوم
کالیبر ۳۰۰ وینچستر مگنوم (انگلیسی: .300 Winchester Magnum) یا به اختصار کالیبر ۳۰۰ وین مگ (انگلیسی: .300 Winc Mag)/کالیبر ۳۰۰ دبلیوام (انگلیسی: .300 WM) یا کالیبر ۶۷×۷٫۶۲ میلی‌متر بی (انگلیسی: 7.62×67mmB)/کالیبر ۶۶×۷٫۶۲ میلی‌متر بی‌آر (انگلیسی: 7.62×66mmBR) یک فشنگ تفنگ گلوله‌زنی مگنوم تسمه دار و دارای گلوگاه است که توسط شرکت اسلحه‌سازی وینچستر در سال ۱۹۶۳ معرفی شد. طراحی این فشنگ بر اساس فشنگ کالیبر ۳۷۵ اچ‌انداچ مگنوم است.

## سلاح‌های کالیبر ۳۰۰ وینچستر مگنوم

### تفنگ تک‌تیرانداز
- ام۲۴
- رمینگتون مدل ۷۰۰